# Svatý Jeroným ve studovně (Albrecht Dürer)
Svatý Jeroným ve studovně (1514) patří do trojice mistrovských a technicky nejdokonalejších mědirytů, které Albrecht Dürer vytvořil v letech
1513–1514. Sbírka grafiky a kresby Národní galerie v Praze vlastní jeden z prvních otisků z původní desky.

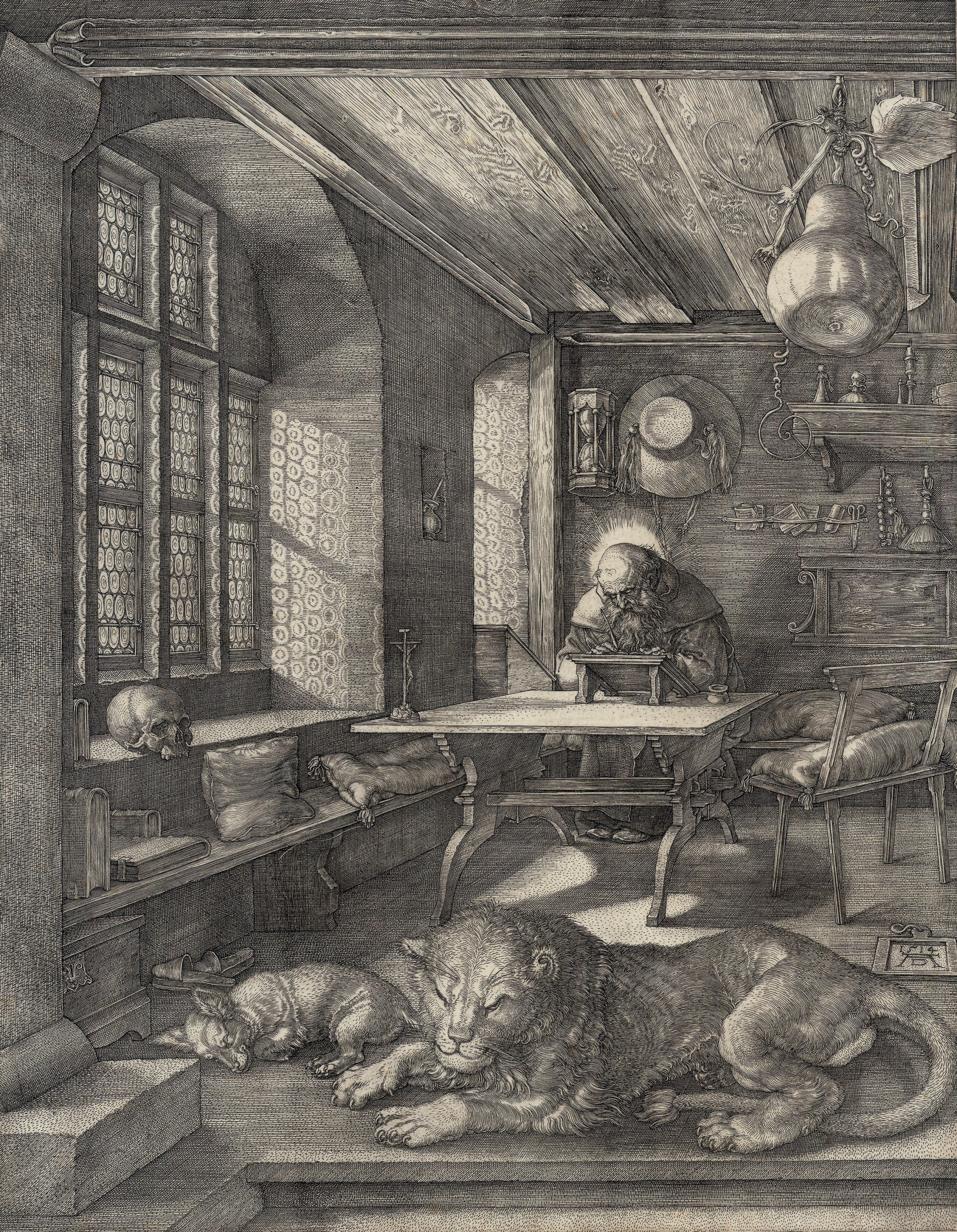
Svatý Jeroným ve své studovně

## Popis a zařazení
Mědiryt, otisk "a", s grátkem, velikost 240 × 184 mm, papír bez filigránu. Inv. č. R 29932.
Dürer vyryl monogram a datum na destičku ležící vpravo na podlaze. List pocházející ze sbírky F. A. Borovského byl zakoupen od jeho syna Jiřího[zdroj⁠?!] roku 1950. Dürer vytvořil několik grafických listů se sv. Jeronýmem – první jako dřevořez roku 1492 na své cestě v Basileji. Této mědirytové desce předcházela kresba (1511) a stranově převrácený dřevořez (1511, Pinacoteca Ambrosiana). Roku 1521 namaloval Dürer deskový obraz se sv. Jeronýmem, k němuž jako předlohu použil svou kresbu hlavy starce.
Během druhé cesty do Benátek a Bologne (1505–1507) se Dürer seznámil se zásadami perspektivní stavby prostoru a vytvořil zde svou první štětcovou malbu v italském duchu – Růžencovou slavnost. Roku 1512 se stal dvorním malířem císaře Maxmiliána I., kterého si idealizoval jako křesťanského rytíře, který ovládne svět a nastolí spravedlnost. Krátce nato vytvořil svou slavnou trojici grafických listů se světskými a mravně filosofickými náměty, které definitivně překonávaly odkaz středověku.
První z nich, Rytíř, Smrt a Ďábel (1513) shrnuje smysl knihy Erasma Rotterdamského Příručka křesťanského bojovníka (Enchiridion militis Christiani) a zosobňuje stoicko-osvícenský ideál neochvějného muže, který míří za ideálem Lidskosti a Humanity a nedbá svodů ďábla ani nebezpečí smrti. K překonání středověku slouží i další cesty – jednou je Jeroným jako předobraz učence filosofujícího o věcech lidských v tiché pracovně, druhou je výzkum a dobývání tajemství přírody. Rytina s názvem Melancholie I (1514) tvoří protějšek k Jeronýmovi. Je mnohovýznamovou alegorií a oslavou geometrie, která pozdvihuje renesančního umělce ze stavu nesvobodných řemesel na úroveň svobodných filosofujících a myslitelských umění.
Druhý list v pořadí, Svatý Jeroným ve studovně (1514), zosobňuje raně křesťanský demokratismus a smysl pro právo a mravní svědomí. Překladatel bible Svatý Jeroným byl oblíbeným světcem v humanistických kruzích (E. Rotterdamský), mezi Dürerovými přáteli (Willibald Pirckheimer) i reformátory z okruhu Martina Luthera. Imponovala jim jeho vzdělanost i schopnost askeze. Dürer ho zobrazil jako učence se svatozáří a obvyklými atributy – kardinálským kloboukem na stěně, lebkou a přesýpacími hodinami jako symboly pomíjivosti lidského života, krucifixem a lvem. V jeho podání je Jeroným předobrazem niterného hloubání, které o několik let později vyvolalo reformační hnutí. Ležící pes je alegorickým zobrazením věrnosti, ale je přítomen i na grafickém listu Melancholie I, který tvoří protějšek k Jeronýmovi.
Díky dokonalé perspektivě zobrazeného interiéru chybí pozorovateli odstup a má pocit, že přímo vstupuje do pracovny. Iluze světla pronikajícího oknem a vytvářejícího odraz na stěně a různé drobnopisné detaily řadí tento mědiryt k technicky nejdokonalejším Dürerovým dílům. Roku 2012 byl list Svatý Jeroným ve své studovně vydražen na aukci Sotheby’s za 181 250 britských liber.